# Jordan Pickford
Jordan Lee Pickford (født 7. marts 1994) er en engelsk professionel fodboldspiller, som spiller for Premier League-klubben Everton og Englands landshold.